# Johann Stangl
Johann Stangl es un deportista austríaco que compitió en luge. Ganó una medalla de bronce en el Campeonato Europeo de Luge de 1955, en la prueba individual.

## Palmarés internacional
| Campeonato Europeo | Campeonato Europeo | Campeonato Europeo | Campeonato Europeo |
| Año                | Lugar              | Medalla            | Prueba             |
| ------------------ | ------------------ | ------------------ | ------------------ |
| 1955               | Hahnenklee (RFA)   | Medalla de bronce  | Individual         |